# Georges Jaccottet
Georges Jaccottet (* 20. Juli 1909 in Vevey; † 20. Dezember 2001 in Lausanne, reformiert, heimatberechtigt in Echallens) war ein Schweizer Politiker (LPS).

## Biografie
Georges Jaccottet kam am 20. Juli 1909 in Vevey als Sohn des Chefredakteurs der „Tribune de Lausanne“' Georges Jean Jaccottet und der Louise Cécile geborene Masson zur Welt. Jaccottet, seit 1928 Mitglied der Studentenverbindung Belles-Lettres, nahm ein Studium der Rechtswissenschaften in Lausanne, München und Berlin auf, das er mit Erwerb des Lizenziats sowie 1935 des Doktorats abschloss. Dazu erhielt er 1938 das Anwaltspatent.
Er war zunächst von 1936 bis 1938 als Schreiber am Waadtländer Kantonsgericht angestellt, bevor er von 1939 bis 1949 als Redakteur der Gazette de Lausanne wirkte. Zudem amtierte er zwischen 1948 und 1949 als Vizezentralpräsident des Vereins der Schweizer Presse. In der Schweizer Armee diente er in der Position eines Majors der Militärjustiz.
Georges Jaccottet heiratete im Jahr 1938 die Frauenpolitikerin und Schauspielerin Simone geborene Dubois. Er verstarb am 20. Dezember 2001 fünf Monate nach Vollendung seines 92. Lebensjahres in Lausanne.

## Politische Karriere
Als Mitglied der Liberalen Partei bekleidete Georges Jaccottet sein erstes politisches Amt im Gemeinderat (Legislative) von Lausanne, dem er bis 1949 angehörte. In der Folge war er von 1950 bis 1969 als Stadtrat (Exekutive) für das Schulwesen zuständig. Parallel dazu vertrat er seine Partei von 1949 bis 1964 im Waadtländer Grossrat. Darüber hinaus nahm er in den Jahren 1963 bis 1971 Einsitz in den Nationalrat.
Daneben fungierte er von 1956 bis 1973 als Mitglied der Synode der reformierten Kirche der Waadt sowie von 1970 bis 1977 als Delegierter des Staatsrats für den Kulturgüterschutz.